# BMS Scuderia Italia
Die Brixia Motor Sport Scuderia Italia ist ein italienisches Motorsportteam, das vom italienischen Stahlmagnaten und Motorsport-Enthusiasten Giuseppe Lucchini in Brescia gegründet wurde.
1987 startete das Team unter dem Namen Brixia Motor Sport in der Tourenwagen-Weltmeisterschaft. Nach dem Einstieg in die Formel 1 1988 wurde es in BMS Scuderia Italia umbenannt. Nach dem Rückzug aus der Formel 1 1993 trat das Team wieder im Sportwagen-, GT- und Tourenwagenrennsport an.

## Formel 1

### Überblick

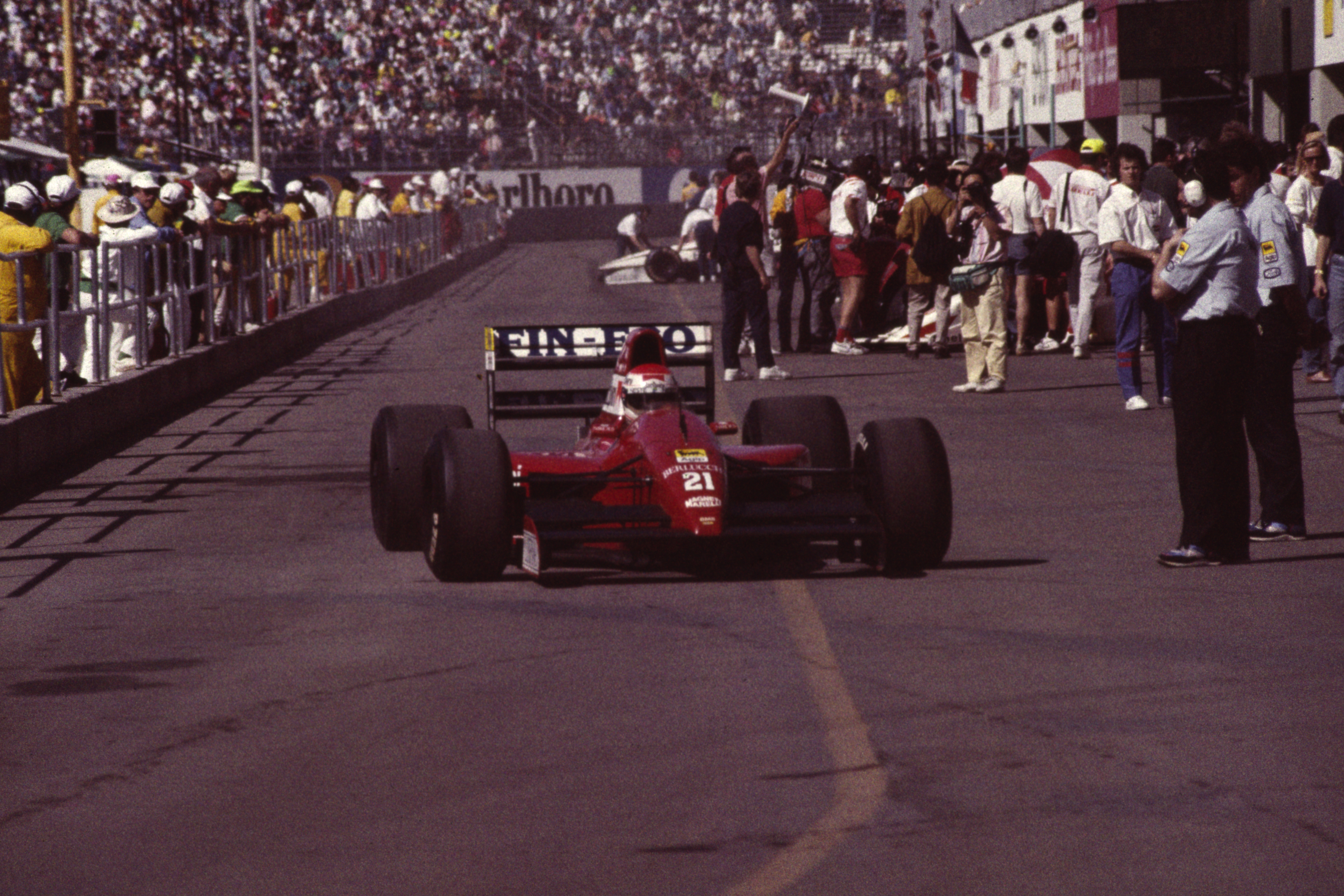
Emanuele Pirro beim Großen Preis der USA 1991

BMS Scuderia Italia debütierte 1988 in der Formel-1-Weltmeisterschaft. Anlass für den Eintritt in den Grand-Prix-Sport war das bevorstehende Ende der sogenannten Turbo-Ära der Formel 1 und die damit verbundene Erwartung, dass der Betrieb eines Formel-1-Teams mit Saugmotoren wieder leichter zu finanzieren wäre. Auf dieser Grundlage erschienen ab 1987 zahlreiche Teams neu in der Formel 1, unter ihnen Coloni und EuroBrun aus Italien, AGS und Larrousse aus Frankreich und Onyx und March aus Großbritannien. Die meisten dieser Teams konstruierten ihre Rennwagen selbst. Lediglich Larrousse beauftragte den britischen Spezialisten Lola Cars mit der Entwicklung und dem Bau seines Autos. Giuseppe Lucchini entschied sich bei seinem Einstieg in die Formel 1 für das Konzept von Gérard Larrousse: Lucchini ging eine Partnerschaft mit dem etablierten italienischen Hersteller Dallara ein, der die von BMS eingesetzten Rennwagen konstruierte und herstellte. Die Beziehung hielt bis 1992 und war enger als die Verbindung von Larrousse und Lola. Vielfach war Giampaolo Dallara auch selbst an den Rennstrecken und leitete die Einsätze. Wegen dieser engen Verknüpfung wurde das Team in einigen Medien auch unpräzise als Dallara oder BMS-Dallara bezeichnet. Nach der erfolglos verlaufenen Saison 1992 wechselte Lucchini für das folgende Jahr den Hersteller: 1993 entstanden die BMS-Autos bei Eric Broadleys Unternehmen Lola Cars, das die Verbindung zu Larrousse inzwischen gelöst hatte. Nachdem auch durch diesen Wechsel keine Steigerung der Erfolge zu erreichen war, gab BMS mit Ablauf der Saison 1993 das eigene Formel-1-Engagement auf. Stattdessen beteiligte sich Lucchini in den Jahren 1994 und 1995 an dem italienischen Team Minardi, das in dieser Zeit als Minardi Scuderia Italia gemeldet wurde.

### 1988
In seiner ersten Formel-1-Saison ging BMS Scuderia Italia mit nur einem Fahrer an den Start. Stammpilot war der Italiener Alex Caffi, dessen Einsatz bei Osella 1987 von Lucchini finanziell gefördert worden war. Mit der Einschreibung zur Formel-1-Weltmeisterschaft 1988 hatte sich BMS verpflichtet, zu jedem der 16 Saisonrennen anzutreten; das Auslassen eines Rennens hätte den Ausschluss des Rennstalls von der gesamten Saison zur Folge gehabt. Allerdings war Dallara mit der Entwicklung und dem Aufbau des Formel-1-Autos in den Wintermonaten in Verzug gekommen, sodass der neue Wagen zum Auftaktrennen in Brasilien nicht einsatzbereit war.
Um der Teilnahmeverpflichtung gerecht zu werden, meldete die Scuderia Italia in Brasilien den Dallara 3087, ein Formel-3000-Auto, das Dallara für die Formel-3000-Saison 1987 konstruiert hatte. Er war nach wie vor mit dem 3,0 Liter großen DFV-Achtzylindermotor nach Formel-3000-Reglement ausgestattet, obwohl das Formel-1-Reglement bereits seit 1987 Saugmotoren mit 3,5 Litern Hubraum zuließ. Außerdem hatte er noch den für die Formel 3000 vorgeschriebenen Drehzahlbegrenzer, der den Motor bei 9.000 Umdrehungen pro Minute automatisch abregelte. Der 3087 war damit deutlich untermotorisiert. Caffi schied mit ihm bereits in der Vorqualifikation aus. Seine schnellste Rundenzeit lag 11 Sekunden über der Zeit des letzten qualifizierten Fahrers Gabriele Tarquini (Coloni) und 18 Sekunden über der späteren Pole-Zeit von Ayrton Senna (McLaren).
Zum Großen Preis von San Marino 1988, dem zweiten Rennen der Saison, erschien der Dallara F188, der direkt für die Formel 1 konzipiert war. Dallara baute im Laufe der Saison drei Exemplare des Wagens. Der F188 wurde von einem 3,5 Liter großen Achtzylindermotor von Typ Cosworth DFZ angetrieben. Er gehörte zu den schwächsten Motoren des Starterfeldes. Mit ihm konnte sich Caffi zu 14 von 15 Weltmeisterschaftsläufen qualifizieren, lediglich in Kanada scheiterte er bereits an der Vorqualifikation. Siebenmal fiel er aus, siebenmal kam er ins Ziel. Eine Ankunft in den Punkterängen gab es allerdings in diesem Jahr nicht; das beste Ergebnis war der siebte Platz beim Großen Preis von Portugal.

### 1989

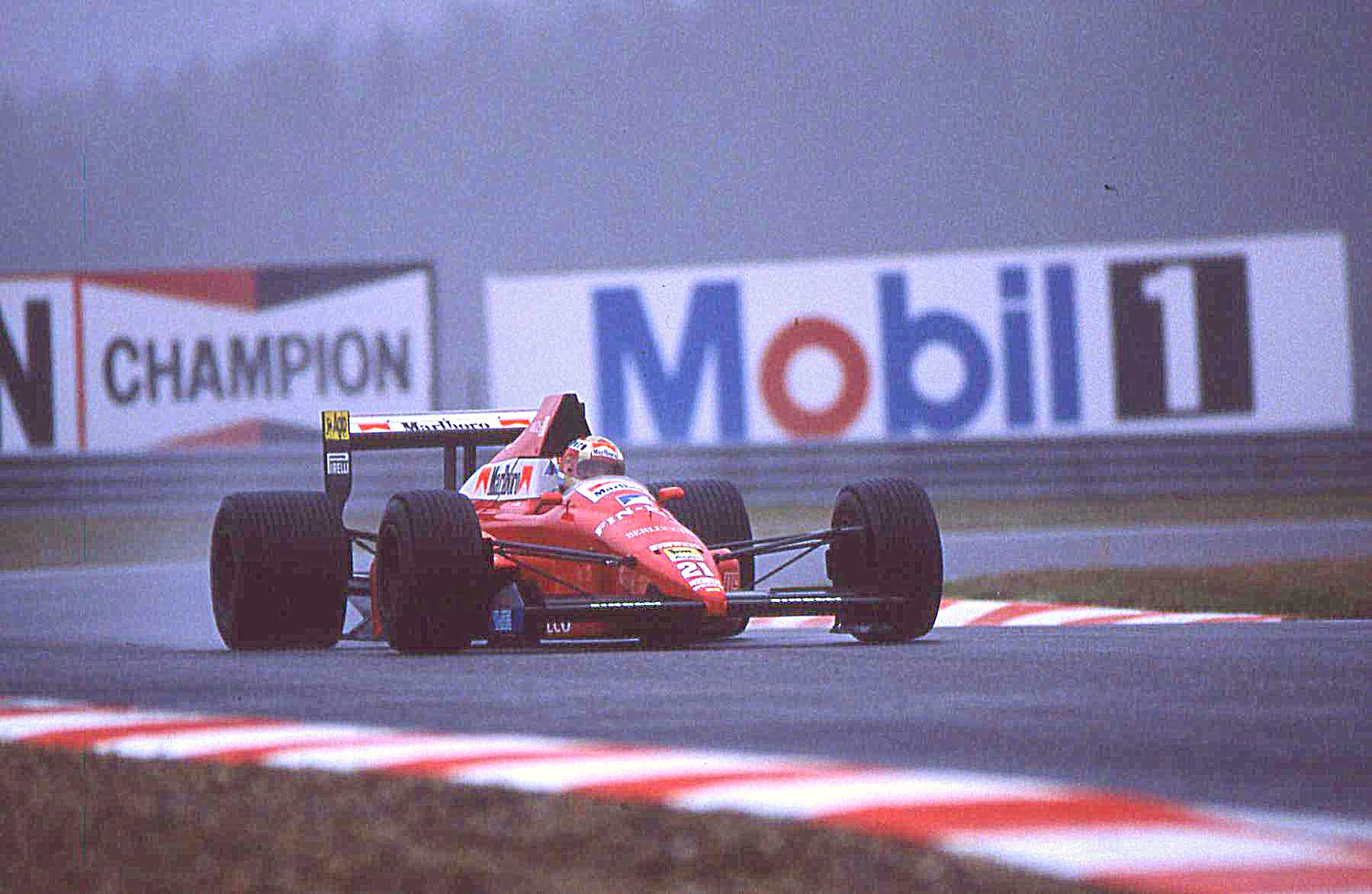
Alex Caffi im Dallara F189 beim Großen Preis von Belgien 1989

Die Formel-1-Saison 1989 hatte mit 20 Teams und 39 Autos das umfangreichste Starterfeld seit Jahrzehnten. Um die eigentliche Qualifikation praktikabel zu halten, wurde am Freitagmorgen vor dem ersten Training eine Vorqualifikation durchgeführt, in der die sechs schwächsten Teams des Vorjahres gegeneinander antraten; nur die vier schnellsten durften am anschließenden Zeittraining teilnehmen. Die Scuderia Italia, die 1988 keine Weltmeisterschaftspunkte erzielt hatte, gehörte in der ersten Saisonhälfte 1989 zu den Teams, die sich vorqualifizieren mussten. Das Team trat in diesem Jahr mit zwei Fahrern an. Alex Caffi, der im Team verblieb, wurde durch Andrea de Cesaris ergänzt, dessen Engagement zu einer Erhöhung der Sponsorengelder von Marlboro Italia führte. Einsatzfahrzeug war der von Giampaolo Dallara und Marco Tollentino konstruierte Dallara Bms 189, der wiederum von einem Cosworth-Achtzylindermotor angetrieben wurde. Der Motor wurde von Heini Mader Racing Components in der Schweiz getunt.
Die zweite Saison des Teams verlief erfolgreich. Mit zwei Ausnahmen (Caffi in Brasilien und Großbritannien) gelang den BMS-Piloten regelmäßig die Vorqualifikation und dann auch nahezu immer die Qualifikation. Caffi fuhr durch seine Zielankunft auf dem vierten Platz in Monaco die ersten Weltmeisterschaftspunkte für sein Team ein, die in Kanada um einen weiteren Punkt ergänzt wurden. De Cesaris wurde in Kanada Dritter und erzielte damit die erste von insgesamt zwei Podiumspositionierungen des Teams. Wegen der guten Ergebnisse der ersten Saisonhälfte war die Scuderia Italia ab dem Großen Preis von Deutschland von der Vorqualifikation befreit. Allerdings erreichten weder Caffi noch de Cesaris in der zweiten Saisonhälfte eine weitere Zielankunft in den Punkterängen. Mit insgesamt acht Weltmeisterschaftspunkten belegte Dallara am Ende des Jahres Rang acht der Konstrukteurswertung.

### 1990
In der Saison 1990 blieb die Scuderia Italia weit hinter den Erwartungen zurück. Der Dallara F190 war ein „mangelhafter“, unzuverlässiger Wagen, dessen verbesserter Cosworth-DFR-Motor nicht genügend Leistung entwickelte, um dem Team den Anschluss an die Spitze zu ermöglichen. Andrea de Cesaris blieb als Spitzenfahrer im Team. Für das zweite Cockpit verpflichtete die Scuderia Italia Emanuele Pirro, der allerdings aufgrund einer Erkrankung an den ersten beiden Rennen nicht teilnehmen konnte, sodass an seiner Stelle zweimal Ferraris Testpilot Gianni Morbidelli gemeldet wurde. De Cesaris kam in der gesamten Saison nur zweimal ins Ziel, Pirro dreimal. Beide wurden je einmal Zehnter (de Cesaris in Belgien und Pirro in Ungarn). Das waren die besten Ergebnisse des Teams in diesem Jahr.

### 1991

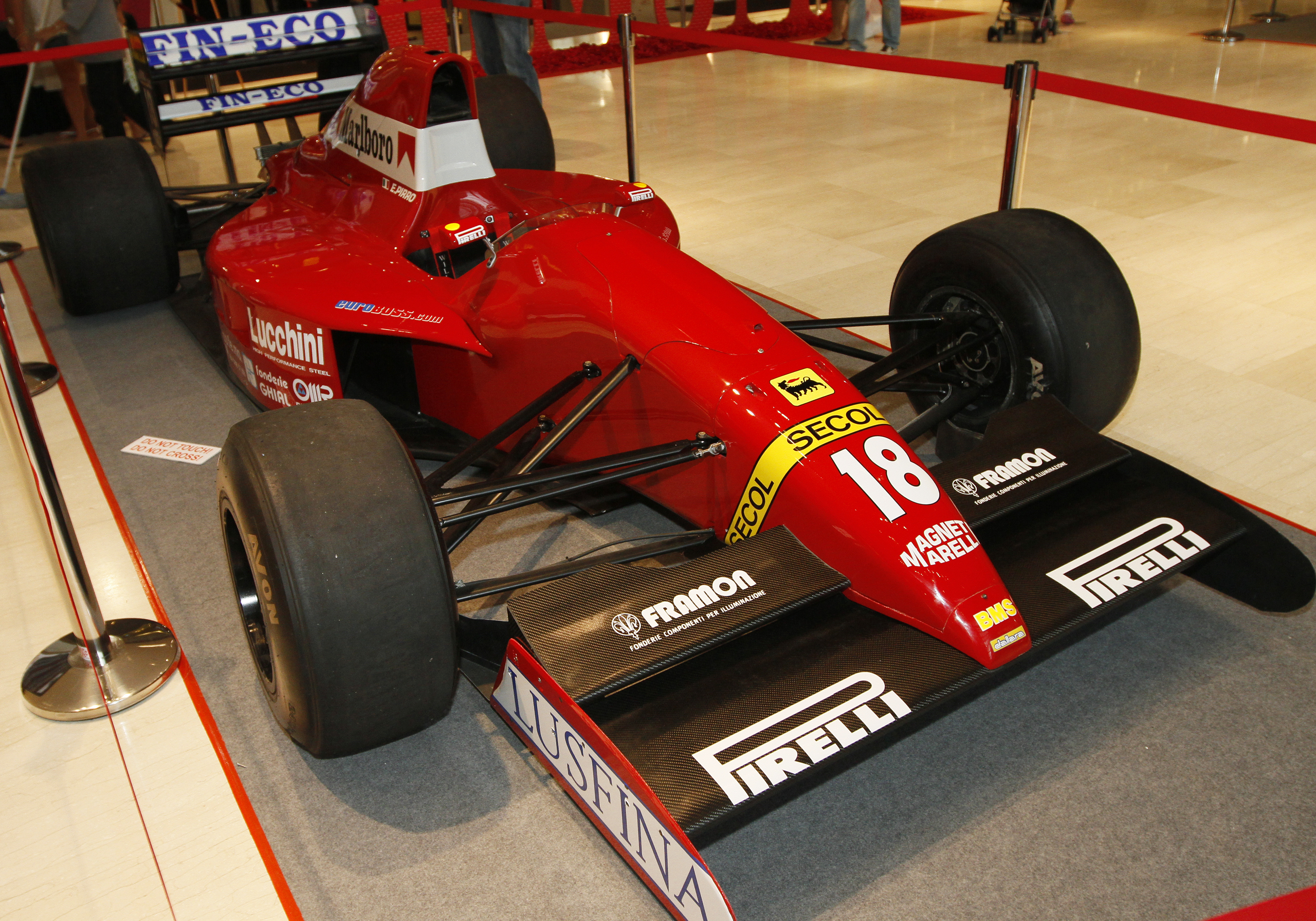
Dallara F191

Für die Saison 1991 wechselte die Scuderia Italia den Motorenlieferanten. Das Team verwendete für den Dallara F191 exklusiv einen neu konstruierten Zehnzylinder-V-Motor von Engine Developments, der als Judd GV bezeichnet wurde. Mit einer Leistung von zunächst 660 und später 700 PS war er wesentlich stärker als die zuvor verwendeten Cosworth-Motoren. Das Getriebe und die Hinterachse waren Eigenkonstruktionen von Dallara. Neben Emanuele Pirro fuhr mit JJ Lehto erstmals ein nicht-italienischer Rennfahrer für das Team.
Wegen der schlechten Ergebnisse im Vorjahr unterlag die Scuderia Italia in der ersten Saisonhälfte wieder der Vorqualifikation. Pirro scheiterte dreimal in der Vorqualifikation (San Marino, Mexiko und Frankreich) und kam im gesamten Jahr nur einmal in den Punkterängen ins Ziel, als er Sechster in Monaco wurde. Lehto kam mit dem F191 etwas besser zurecht; für ihn war die Vorqualifikation kein Problem. Sein drittes Rennen in San Marino beendete er mit einem Podiumsplatz auf Rang drei. Wegen dieses Ergebnisses war die Scuderia Italia für die zweite Saisonhälfte wieder von der Vorqualifikation befreit. Daneben schaffte Lehto allerdings nur noch drei weitere Zielankünfte, die jeweils außerhalb der Punkteränge lagen. Am Ende belegte Dallara mit fünf Punkten Rang acht der Konstrukteurswertung. Die Hinterachskonstruktion und das Getriebe verkaufte Dallara nach dem Saisonende an das Team Andrea Moda Formula, das die Teile zunächst in einen alten Coloni C4 einbaute, der 1992 erfolglos als Coloni C4B gemeldet wurde. Später wurden die Teile für den Andrea Moda S921 wiederverwendet.

### 1992

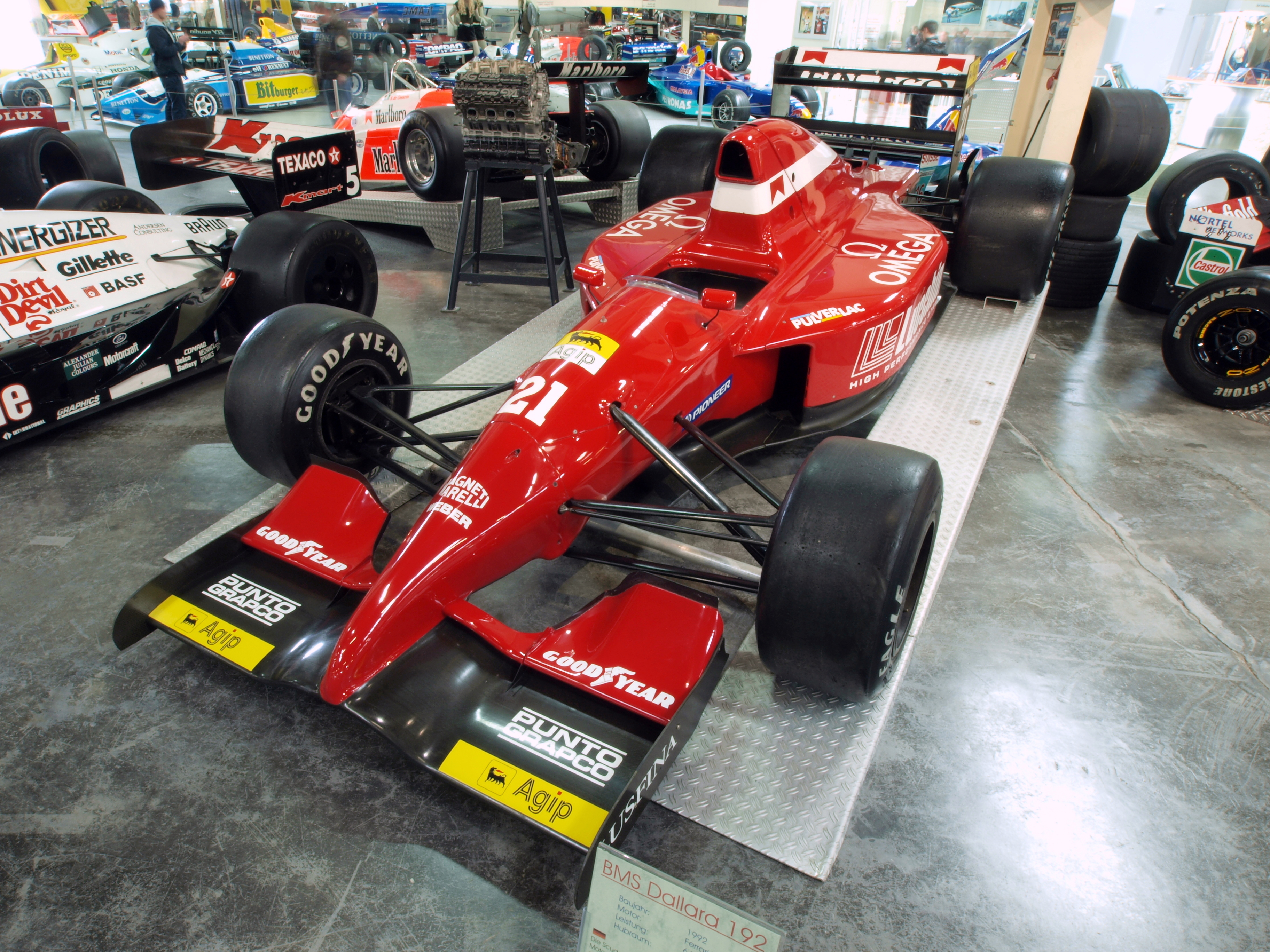
Dallara BMS192

In der Saison 1992 trat Dallara erstmals mit Zwölfzylindermotoren von Ferrari an, die dem Stand des 1991 in den Ferrari-Modellen 642 und 643 verwendeten Aggregats entsprachen. Das verwendete Fahrzeug, der Dallara BMS192, entsprach allerdings größtenteils dem Vorjahresmodell, das lediglich an den neuen Motortyp und dessen im Vergleich zum vorherigen Judd-Motor erhöhten Treibstoffbedarf angepasst wurde. JJ Lehto blieb als Fahrer im Team, während Emanuele Pirro seine Rennkarriere auf verschiedene Tourenwagen-Serien verlegte. Lehtos neuer Teamkollege wurde Pierluigi Martini, für den das Jahr bei BMS Scuderia Italia die einzige volle Saison seiner langen Laufbahn sein sollte, die er bei einem anderen Team als Minardi bestritt.
Der Saisonverlauf erwies sich wiederum als ernüchternd. Der Motor harmonierte nicht mit dem kaum überarbeiteten Chassis, sodass die Fahrer ein schwer zu handhabendes Fahrverhalten beklagten. Martini fuhr mit jeweils einem sechsten Platz bei den Rennen in Spanien und San Marino die einzigen Punkte des Jahres ein. Lehtos bestes Ergebnis war ein siebter Platz in Belgien; ansonsten erwies sich der Finne immerhin als zuverlässiger Fahrer und fiel bei insgesamt 15 Rennteilnahmen nur viermal aus. In Ungarn allerdings war Lehto für die einzige Nichtqualifikation des Teams im ganzen Jahr verantwortlich.

### 1993

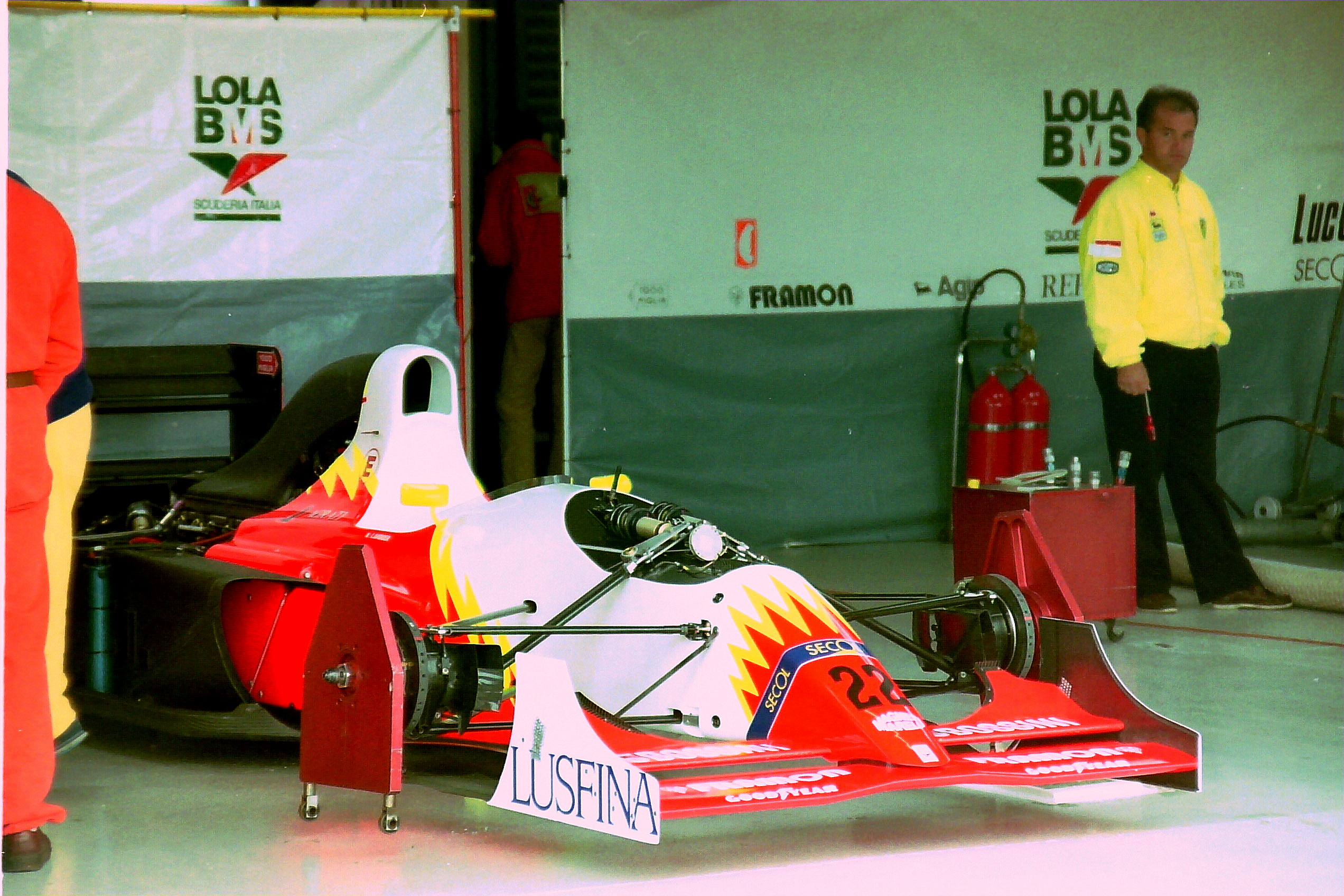
Lola T93/30

Für die Misserfolge der Saison 1992 suchte Giuseppe Lucchini letztlich die Verantwortung bei Dallara und entschied sich daher, das Chassis für die Saison 1993 stattdessen in Großbritannien bei Lola in Auftrag zu geben. Das von Eric Broadley konstruierte Fahrzeug trug die Bezeichnung Lola T93/30 und wurde erneut von einem Ferrari-Zwölfzylinder angetrieben, wobei diesmal turnusgemäß das Modell Tipo 040 zum Einsatz kam, das in der Vorsaison den aufgrund problematischer Aerodynamik enttäuschenden F92A angetrieben hatte. Die Fahrerpaarung wurde komplett neu aufgestellt: Neben dem italienischen Routinier und früheren Grand-Prix-Sieger Michele Alboreto, der von Footwork kam, debütierte Luca Badoer.
Die Saison allerdings verlief insgesamt enttäuschend. Bei vierzehn Rennen scheiterten Alboreto oder Badoer zusammen siebenmal bereits an der Qualifikation. Zusammen verbuchten beide Fahrer außerdem insgesamt dreizehn Ausfälle. Zielankünfte gab es wenn überhaupt zumeist auf den hintersten Plätzen des Feldes und mit mehreren Runden Rückstand auf den Rennsieger. Einzig die technisch ähnlich problematischen Fahrzeuge von Tyrrell und Footwork konnten gelegentlich auf der Strecke geschlagen werden. Emblematisch war das beste Ergebnis des Jahres mit dem siebten Platz von Badoer beim Großen Preis von San Marino: Badoer hatte drei Runden Rückstand auf den Rennsieger Alain Prost und war selbst vom vor ihm platzierten Minardi von Fabrizio Barbazza überrundet worden. Hinter Badoer kam nur noch Aguri Suzuki mit sieben Runden Rückstand ins Ziel, alle weiteren Fahrer hingegen waren entweder besser oder vorher ausgefallen.
Als entscheidend für diese mangelhaften Ergebnisse galt das äußerst konventionell gestaltete Chassis des T93/30, der unter Gewichtsproblemen litt, schlecht abzustimmen war, auf Fahrhilfen wie eine Antriebsschlupfregelung oder ein aktives Fahrwerk verzichtete und sich nur schwer beherrschen ließ. Da keine Besserung in Sicht war, trat BMS Scuderia Italia zu den letzten beiden Saisonrennen in Übersee bereits nicht mehr an. Stattdessen gab Lucchini bekannt, sein Rennteam künftig mit Minardi zu fusionieren, das in der Folgesaison 1994 unter dem Namen Minardi Scuderia Italia antrat. Nach dieser Saison wiederum zog sich Lucchini komplett aus der Formel 1 zurück, um sich stattdessen auf den Tourenwagensport zu konzentrieren.

### Bilanz und Statistik
In sechs Jahren erzielte das Team 15 Weltmeisterschaftspunkte. Die erfolgreichsten Jahre waren 1989 und 1991, als die Scuderia Italia acht (1989) bzw. fünf Weltmeisterschaftspunkte einfuhr und mit dem Chassispartner Dallara jeweils auf Platz acht der Konstrukteurswertung stand. Beim Großen Preis von Kanada 1989 erreichte Andrea De Cesaris mit dem dritten Endplatz das beste Einzelergebnis für das italienische Team, das JJ Lehto beim Großen Preis von San Marino 1991 wiederholte. Weitere Positionen in den Punkterängen erreichte Alex Caffi (Platz sechs in Kanada 1989 und Platz vier in Monaco 1989), Emanuele Pirro (Platz sechs in Monaco 1991) und Pierluigi Martini (1992, zwei sechste Plätze in Spanien und San Marino).
| Saison | Teamname                 | Chassis                  | Motor                                             | Reifen | Punkte | WM-Rang |
| ------ | ------------------------ | ------------------------ | ------------------------------------------------- | ------ | ------ | ------- |
| 1988   | BMS Scuderia Italia      | Dallara 3087 Dallara 188 | Ford Cosworth DFV 3.0 V8 Ford Cosworth DFZ 3.5 V8 | G      | 0      | 12.     |
| 1989   | BMS Scuderia Italia      | Dallara Bms 189          | Ford Cosworth DFR 3.5 V8                          | P      | 8      | 8.      |
| 1990   | BMS Scuderia Italia      | Dallara F190             | Ford Cosworth DFR 3.5 V8                          | P      | 0      | 15.     |
| 1991   | Scuderia Italia SpA      | Dallara 191              | Judd 3.5 V10                                      | P      | 5      | 8.      |
| 1992   | Scuderia Italia SpA      | Dallara BMS192           | Ferrari 3.5 V12                                   | G      | 2      | 10.     |
| 1993   | Lola BMS Scuderia Italia | Lola T93/30              | Ferrari 3.5 V12                                   | G      | 0      | 12.     |

## Tourenwagenrennsport

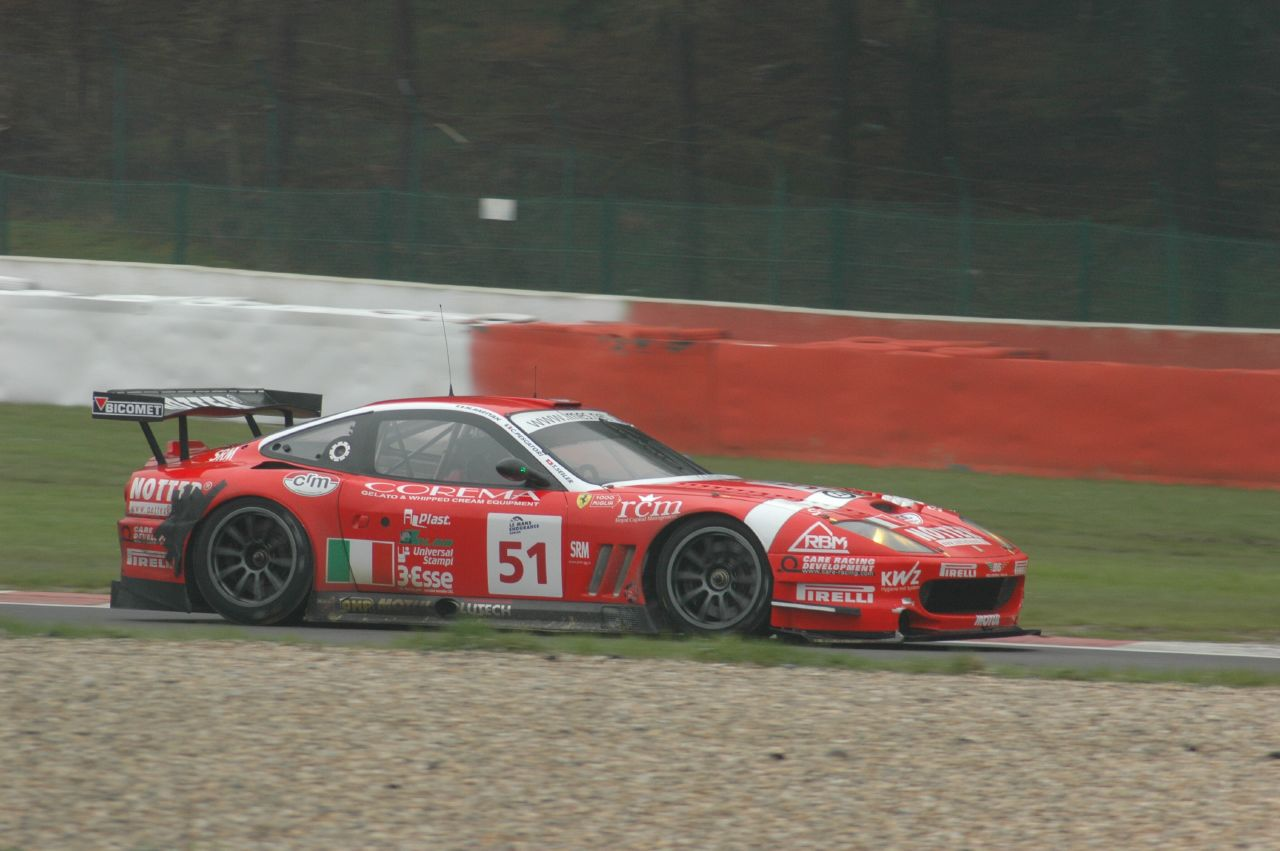
Ferrari 550 Maranello GTS 2005 in Spa

Im Anschluss an die Formel 1 wechselte das Team zurück in den Tourenwagensport. Auserkoren wurde 1994 der neugegründete Super Tourenwagen Cup. Das Team setzte zwei Nissan Primeras von 1994 bis 1996 in dieser Serie ein. Allerdings blieben große Erfolge trotz prominenter Fahrer wie dem in allen drei Saisons für das Team angetretenen Ivan Capelli aus: Das beste Gesamtergebnis des als Nissan Primera Racing bezeichneten Teams erzielte Michael Bartels, als er 1994 Platz 6 der Fahrerwertung erreichte. Das beste Einzelergebnis geht auf Kieth O’dor zurück, der 1995 das erste Rennen auf der AVUS gewann, im zweiten Lauf des Wochenendes aber tragischerweise schwer verunglückte und in Folge dieses Unfalls verstarb. Nach der wiederum weitestgehend erfolglosen Saison 1996 zog sich das Team aus dem Sport zurück, kehrte 1998 kurzzeitig in die italienischen Tourenwagenmeisterschaft zurück, um dort mit Alfa Romeo zwei Fahrzeuge des Typs 155 an den Start zu bringen. Die Fahrer Emanuele Moncini und Christian Pescatori kamen aber jeweils nicht über Platzierungen im Mittelfeld hinaus.

## Sportwagensport

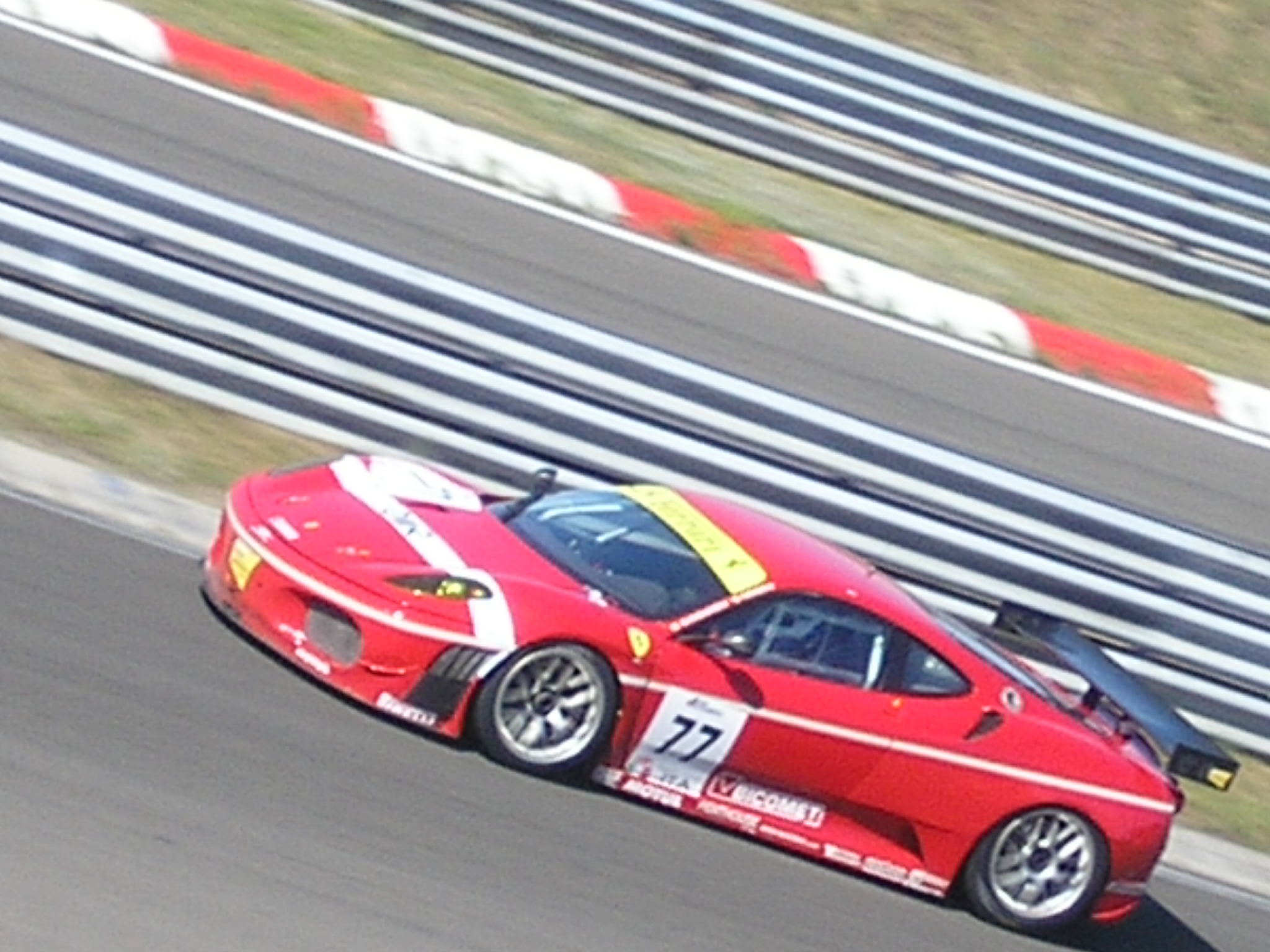
Ferrari F430 GTC der Scuderia Italia 2009 in Budapest

Bereits zwischen den Tourenwagenengagement in der deutschen und italienischen Meisterschaft, erhielt Teameigner Lucchini als einer der ersten Kundenteams einen Porsche 911 GT1 und setzte das Fahrzeug 1997 in der FIA-GT-Meisterschaft ein. Der von Pierluigi Martini und Christian Pescatori gefahrene Wagen konnte sich aber nur einmal in den Punkten platzieren, sodass Lucchini dieses Engagement nach der Saison wieder aufgab. Danach wechselte BMS in den Prototypensport um einen Ferrari 333SP in der FIA-Sportwagen-Meisterschaft zu melden. Dieses Fahrzeug kam bei dem Team von 1999 bis 2001 zum Einsatz und war hier erfolgreicher – in den ersten beiden Saisons wurden die Fahrer des Teams noch vom mit dem gleichen Fahrzeugtyp antretenden Team JMB Giesse geschlagen, aber 2001 gelang den beiden vom Team eingesetzten 333SP mit den Brüdern Marco und Angelo Zadra, Christan Pescatori, Jean-Marc Gounon, Enzo Calderari und Lilian Bryner am Steuer der Sieg in der Teamwertung, wobei Marco Zadra auch die Fahrerwertung der Kategorie SR1 gewann.
Danach kehrte die Mannschaft zu der FIA-GT-Meisterschaft zurück und setzte dabei auf einen der von Prodrive entwickelten Ferrari 550 GTS Maranello. Bei der Rückkehr 2002 konnten Andrea Piccini, Jean-Denis Delétraz sowie Gounon, Calderari und Bryner zwar einzelne Rennen gewinnen, angesichts zahlreicher Ausfälle kam BMS Scuderia Italia in der Teamwertung am Ende aber nur auf Platz 4. 2003 jedoch dominierte das Team die Saison; die beiden vom Team eingesetzten Fahrzeuge mit den Fahrerpaarungen Matteo Bobbi/Thomas Biagi und Luca Cappellari/Fabrizio Gollin belegten die ersten beiden Plätze der Fahrerwertung, sodass auch die Teamwertung mit deutlichem Vorsprung auf das Lister-Werksteam gewonnen wurde. Diese Leistung konnte 2004 wiederholt werden, wobei diesmal Cappellari und Gollin den ersten Platz vor dem zweiten Fahrzeug des Teams mit Gabriele Gardel neben Matteo Bobbi belegten. Nach diesen Erfolgen versuchte sich BMS Scuderia Italia mit demselben Fahrzeug in der Le Mans Endurance Series. Auch dort gewann BMS in der Saison 2005 mit wechselnden Fahrern einschließlich Pescatori und Gollin drei von fünf Läufen der Saison und siegte somit in der GT1-Kategorie.
Durch die Erfolge mit dem Prodrive-Fahrzeug erhielt BMS 2006 die Möglichkeit für Prodrive dessen neustes GT1-Entwicklung, den Aston Martin DBR9 einzusetzen. Dazu kehrte das Team als Aston Martin Racing BMS in die FIA-GT-Meisterschaft zurück. In der Saison 2006 trat das Team mit zwei Fahrzeugen mit Fabio Babini und Miguel Ramos als Stammfahrern an, konnte aber nur Achtungserfolge erzielen – beste Ergebnisse waren drei dritte Plätze von Babini. Da aber die Ergebnisse beider Fahrzeuge zusammengerechnet wurden, kam BMS in der Teamwertung dennoch auf Platz 2. 2007 stagnierte das Team und brachte lediglich ähnliche Ergebnisse wie im Vorjahr zustande, womit die Kooperation mit Prodrive endete.
Daneben setzte das Team unter der Nennung Brixia Racing auch zwei Aston Martin DBRS9 in der seriennäheren FIA GT3-Europameisterschaft und der italienischen GT-Meisterschaft ein. 2007 erweiterte Teameigner Lucchini sein Engagement in der FIA-GT-Meisterschaft und brachte zudem einen Porsche 997 GT3 RSR mit Unterstützung von Porschewerksfahrer Emmanuel Collard an den Start.
Nach dem Ende der Zusammenarbeit mit Prodrive wechselte BMS Scuderia Italia für die Saisons 2008 und 2009 auf Fahrzeuge vom Typ Ferrari F430, die in der GT2-Kategorie der Serie gewertet wurden. Hier war das Team mit den Fahrern Paolo Ruberti, Matteo Malucelli, Joël Camathias und Davide Rigon erfolgreicher – Ruberti/Malucelli konnten 2008 drei Läufe der Meisterschaft gewinnen und kamen wie auch das Team auf den zweiten Gesamtrang der Wertung. 2009 fiel das Team dagegen wieder auf den vierten Platz ab: Ruberti/Malucelli erreichten nur noch einige Podestplatzierungen, das von wechselnden Fahrern wie Kenneth Heyer und Diego Romanini bewegte zweite Fahrzeug dagegen wurde nur einmal auf einer Punktplatzierung gewertet.
Im Jahr 2010 gab es keine GT2-Wertung im Rahmen der FIA-GT-Meisterschaft mehr, lediglich beim 24-Stunden-Rennen von Spa-Francorchamps wurde diese Kategorie noch gewertet. Hier gewann das Team mit dem Fahrer Romain Dumas in einem Porsche 911 GT3 das Rennen und damit den FIA-GT2-Europacup. Nachfolgend konzentrierte sich die Scuderia nur noch auf kleinere Rennserien wie die italienische GT3-Serie Campionato GT Open Targa Tricolore.